# Račice (Chorwacja)
Račice – wieś w Chorwacji, w żupanii istryjskiej, w mieście Buzet. W 2011 roku liczyła 16 mieszkańców.